# Hjeltaholmen
Hjeltaholmen est une île norvégienne et un village du comté de Hordaland appartenant administrativement à Bømlo.

## Description
Rocheuse et désertique, à fleur d'eau, elle s'étend sur environ 217 m de longueur pour une largeur approximative de 70 m. 